# (728) Леонисида
(728) Леонисис (лат. Leonisis) — астероид главного пояса, принадлежащий к очень редкому спектральному подклассу Ld. Он был открыт 16 февраля 1912 года австрийским астрономом Иоганном Пализой в Вене. Его название является производным от имён Лео Ганса, президента физического общества, и египетской богини Исиды.

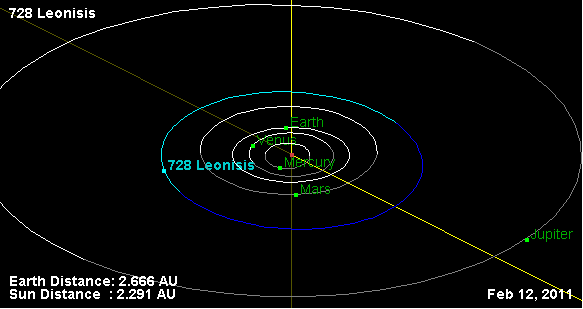
Орбита астероида Леонисис и его положение в Солнечной системе

Существует некоторая неопределённость в спектральных характеристиках этого астероида, что позволяет одновременно относить его и к классу A и к подклассу Ld. Как правило, такие астероиды близки к «каменным», но с существенным отступлением по спектру от обычных «каменных» астероидов класса S. Необычный спектр этого астероида ставит под сомнение его принадлежность к семейству Флоры.
Фотометрические наблюдения, проведённые в 2010 году в обсерватории Organ Mesa в Лас-Крусес, позволили получить кривые блеска этого тела, из которых следовало, что период вращения астероида вокруг своей оси равняется 5,5783 ± 0,0002 часам, с изменением блеска по мере вращения 0,20 ± 0,04 m.